# Black Connection
 (mai 2024).
Black Connection est un groupe italien d'Italo house, actif entre 1997 et 2000, composé de Corrado Rizza, Gino Woody Bianchi et Dom Scuteri.

## Histoire
Le groupe a produit trois singles qui se sont classés au Royaume-Uni et aux États-Unis. Le premier single est Give Me Rhythm, le deuxième I'm Gonna Get Ya' Baby, tous deux chantés par Orlando Johnson et remixés par Full Intention. Le troisième single est Keep Doin' It, chanté par Taka Boom, sœur de Chaka Khan, et remixé par Stella Browne. Le groupe est élu 25e Club Play-Artist de l'année par le magazine Billboard en 1998. Black Connection figure sur des compilations de DJ et de labels tels que Pete Tong, Judge Jules, Ministry of Sound et Café Mambo.